# Gold Diggers of 1933
Gold Diggers of 1933 is een film uit 1933 onder regie van Mervyn LeRoy. De film is gebaseerd op Gold Diggers of Broadway (1929), die eerder een groot succes werd. De film werd gevolgd door Gold Diggers of 1935 (1935), Gold Diggers of 1937 (1936) en Gold Diggers in Paris (1938).
De film volgt vier jonge actrices: Polly, een naïeve en mooie dame, zangeres Carol, comédienne Trixie en de glamoureuze Fay. Allen worden de sterren van een toneelstuk van een rijke miljonair.

## Rolverdeling
| Acteur         | Personage            |
| -------------- | -------------------- |
| Warren William | J. Lawrence Bradford |
| Joan Blondell  | Carol King           |
| Ruby Keeler    | Polly Parker         |
| Aline MacMahon | Trixie Lorraine      |
| Ginger Rogers  | Fay Fortune          |
| Dick Powell    | Brad Roberts         |
| Guy Kibbee     | Faneul H. Peabody    |